# Méliphage lancéolé
Vous lisez un « bon article » labellisé en 2013.
Plectorhyncha lanceolata
Genre
Espèce
Statut de conservation UICN

 LC  : Préoccupation mineure
Le Méliphage lancéolé (Plectorhyncha lanceolata) est une espèce de passereaux de la famille des Meliphagidae que l'on rencontre en Australie. C'est un méliphage de taille moyenne, mesurant environ 23 cm de long. Les individus des deux sexes sont d'un brun grisâtre avec une marque brun sombre au centre des plumes, qui donne l'impression qu'il est rayé. Ces rayures sont bien visibles sur la tête et l'arrière de la nuque. On le trouve principalement à l'intérieur des terres dans l'Est de l'Australie où il vit dans les forêts peu denses et sèches, mais il se trouve aussi dans les forêts marécageuses de la côte sud-est du Queensland et du centre de la Nouvelle-Galles du Sud.
Bien qu'il appartienne à la famille des méliphages, qui doivent leur nom à leur régime nectarivore, les insectes constituent la majeure partie de son régime alimentaire et son bec est bien adapté à une telle alimentation. Quand il n'est pas en période de reproduction, il se déplace et cherche sa nourriture en petits groupes, mais il niche en couples isolés, la femelle pondant environ trois œufs dans un nid en forme de coupe suspendu au bout de branches pendantes. Il a une vaste aire de répartition au sein de laquelle il est très courant, et n'est donc pas menacé d'extinction.

## Description

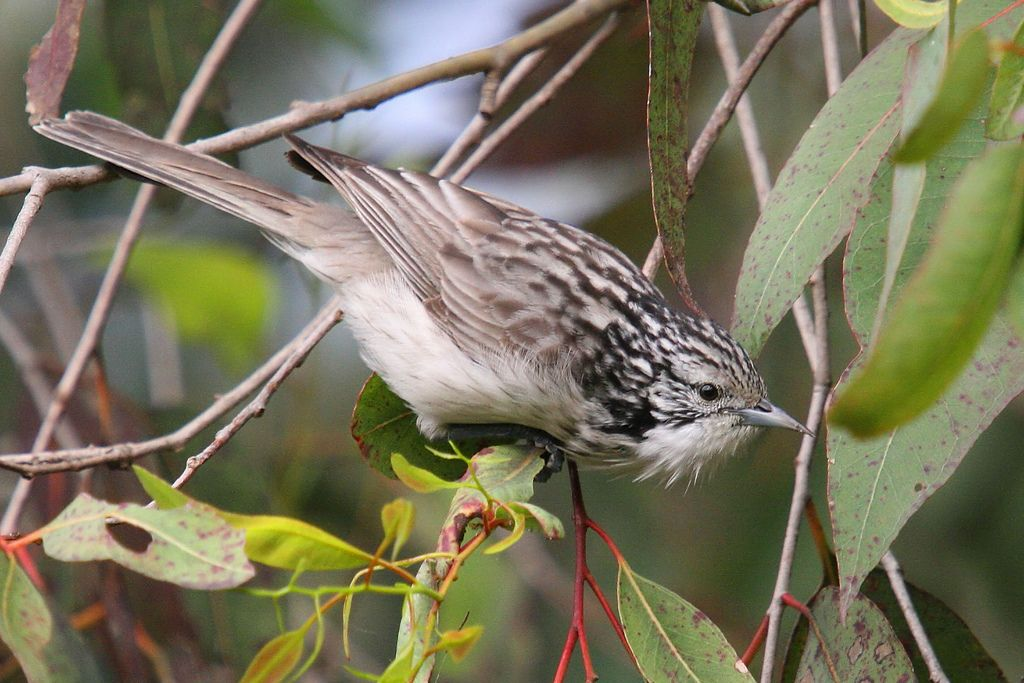
Glanant dans un eucalyptus.

Le Méliphage lancéolé est un méliphage de taille moyenne mesurant entre 22 et 25 cm de long, pour une envergure de 28 à 36 cm et un poids moyen de 40 g.
Les parties supérieures sont généralement gris-brun clair, avec le centre des plumes marron foncé, ce qui donne l'impression que l'oiseau est rayé. Ces rayures sont bien visibles sur la tête et la nuque, moins nettes sur le bas du dos et la queue et presque absentes sur les couvertures sus-caudales. Les parties inférieures sont blanchâtres avec de légers traits sur le ventre. Les plumes du haut de la poitrine et de la gorge sont longues et effilées, donnant une apparence « épineuse » à la tête. Les ailes et la queue sont modérément longues avec une extrémité arrondie. Le bec est court et pointu, bleu foncé à la base et tirant vers le gris-noir à son extrémité et autour des narines. Les pattes sont bleu-gris avec des griffes noires. La peau nue autour des yeux est marron foncé, et l'iris marron-noir.
Les mâles et les femelles se ressemblent. Les jeunes sont légèrement plus bruns que les adultes, avec une bordure brune ou chamoisée sur les plumes des ailes et du dos. Ils sont aussi plus ternes, et muent à l'âge d'un an environ pour obtenir leur plumage adulte. On n'observe pas de variations saisonnières dans le plumage des oiseaux reproducteurs.

## Écologie et comportement

### Comportement social
Le Méliphage lancéolé se déplace généralement seul ou en couple, ou occasionnellement en petits groupes. En dehors de la période de reproduction, il est observé se nourrissant en petites volées lâches et mobiles, se mêlant parfois aux méliphages du genre Manorina autour des points d'eau, et se déplaçant en petits groupes. Il a une activité sociale importante, les oiseaux se perchant à proximité les uns des autres, se toilettant, et appelant et se pourchassant lorsqu'ils sont en groupes.
Le Méliphage lancéolé n'est pas territorial, mais défend son nid en plongeant bec en avant sur les personnes et les animaux s'en approchant, et il a été observé chantant à partir de perches bien exposées. Il se nourrit souvent à proximité d'autres espèces de méliphages et aucune agression inter-spécifique n'est connue. Le chant du Méliphage lancéolé est décrit dans la littérature anglophone comme un chirp, chirp, cherry, cherry et son cri d'appel par un aigu tchewee ; son cri d'alerte est un sifflement perçant.

### Alimentation

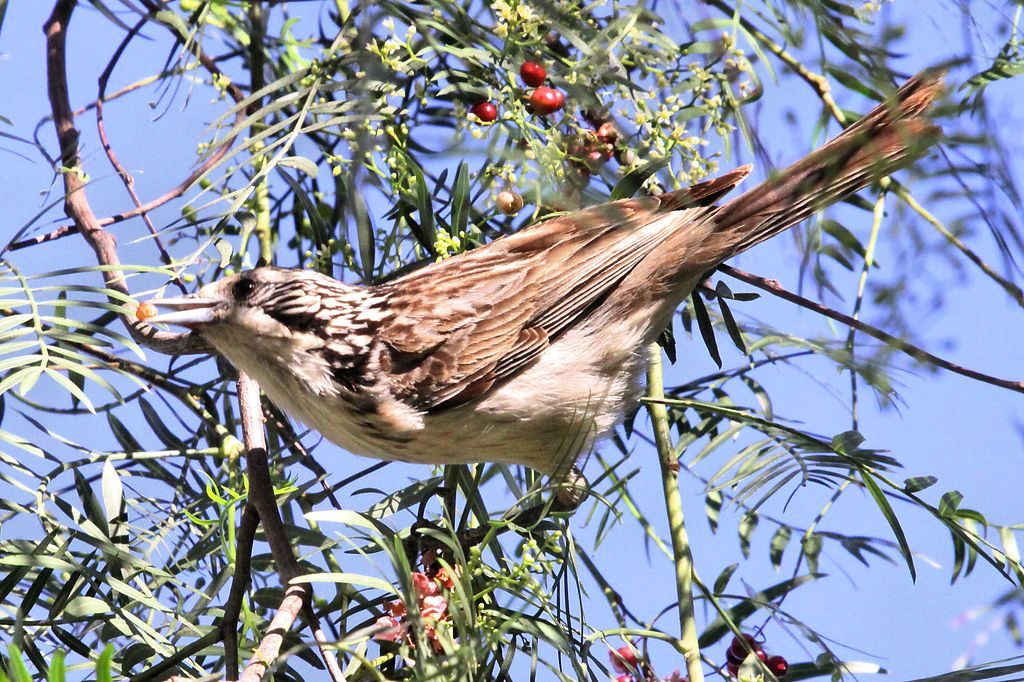
Méliphage lancéolé se nourrissant de baies.

Bien qu'il s'agisse d'un méliphage, le Méliphage lancéolé se nourrit principalement d'insectes, et consomme également des graines et des fruits en plus du nectar. Son bec a évolué en un court appendice pointu et droit, plus adapté à fouiller les crevasses à la recherche d'insectes qu'à sonder les fleurs. Il a la langue en brosse caractéristique des méliphages et collecte le nectar dans des fleurs peu profondes comme celles d'eucalyptus.
C'est un oiseau arboricole qui se nourrit principalement dans le feuillage de la canopée. Pour rechercher sa nourriture, il glane les insectes posés dans le feuillage, sonde les écorces détachées, les crevasses, les fruits sclérifiés de Casuarina pauper et les fleurs d'Eucalyptus gracilis et attrape des insectes au vol. Le Méliphage lancéolé se tient parfois la tête en bas à la recherche d'insectes.

### Reproduction

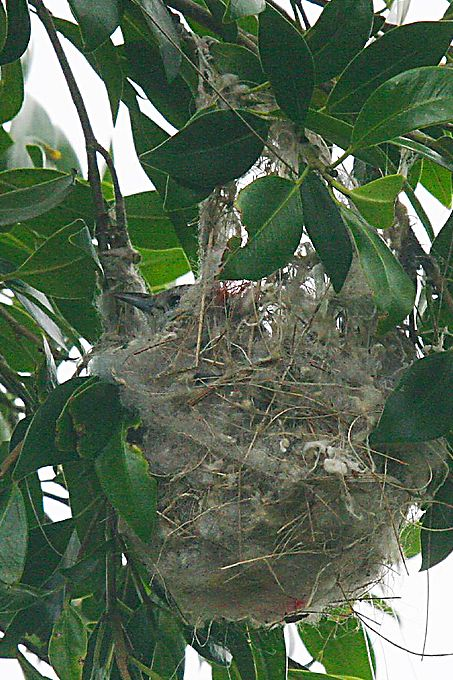
Méliphage lancéolé dans son nid.

Le Méliphage lancéolé se reproduit dans l'intégralité de son aire de répartition. Généralement le couple élève ses petits seul, chacun des parents participant à la construction du nid, à la couvaison et à l'alimentation des oisillons. Toutefois quelques cas de coopération ont été observés, un troisième oiseau adulte participant à l'alimentation de la nichée. Les couples nichent de manière isolée, et un même couple fait son nid chaque année dans le même arbre ou dans un arbre voisin.
La saison de reproduction s'étend d'août à janvier, bien qu'elle dépende des conditions locales. Le site choisi pour le nid est généralement situé dans le feuillage tombant d'un grand buisson ou d'un petit arbre, comme des Casuarina, des Melaleuca, des Acacia et des mallees d'eucalyptus. Il est parfois situé près ou au-dessus de l'eau, suspendu aux brindilles ou au feuillage à l'extrémité des branches. Le Méliphage lancéolé niche souvent à proximité d'un couple de cassicans. Il construit un nid profond en forme de coupe, ou de sac, avec des cloisons épaisses et des rebords légèrement tournés vers l'intérieur. Le nid est fait d'herbe sèche et tapissé de plantes, de plumes et de poils, ce calfeutrage cachant parfois complètement la structure en herbe d'origine. Il est recouvert de toiles d'araignées, de cheveux, de laine et de racines, et parfois même de fleurs et de papier. Le Méliphage lancéolé réutilise souvent le matériel d'anciens nids.
Les œufs sont ovoïdes et allongés, mesurant 24 mm sur 17 mm et plus pointus à une extrémité. Ils sont blanc terne et lisses, avec des taches brun-rougeâtre. Le Méliphage lancéolé pond en moyenne trois œufs dans un intervalle de 24 heures. Les œufs sont couvés par les deux parents, qui alternent par périodes de vingt minutes, et ce durant 16 à 17 jours. Les oisillons quittent le nid 16 jours après l'éclosion. Le nid du Méliphage lancéolé peut être parasité par le Coucou pâle (Cacomantis pallidus).

## Répartition et habitat

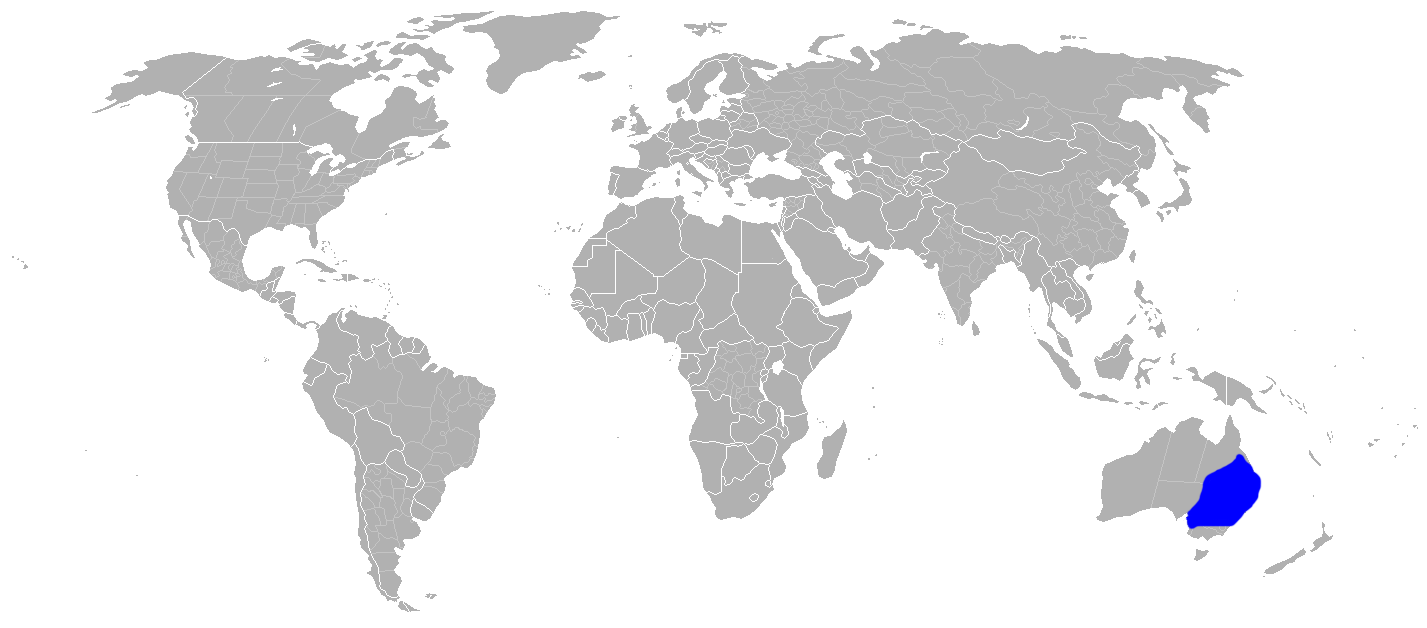
Aire de répartition du Méliphage lancéolé.

Cette espèce se rencontre principalement dans l'Est de l'Australie, et surtout dans l'intérieur des terres. Il vit dans les forêts sèches et ouvertes de mallees et de mulgas, mais également dans les landes et les mangroves de la côte. En 1923, un observateur fut surpris de trouver quelques Méliphages lancéolés nichant à Forster sur la côte de Nouvelle-Galles du Sud, déclarant que « c'est un fait remarquable pour cet oiseau de quitter son habitat si loin à l'intérieur des terres, pour venir sur la côte ». Toutefois, son aire de répartition s'est élargie, et les ouvrages contemporains considèrent qu'il est présent dans l'Est de l'Australie dans le centre et le Sud-Est du Queensland jusque dans le Sud-Est de l'Australie-Méridionale, et jusqu'à la côte sud du lac Tuggerah, en Nouvelle-Galles du Sud. Suivant le climat et les modifications de son habitat, on peut le trouver occasionnellement en dehors de son aire de répartition normale, par exemple dans les Grampians et les Adelaide Plains.
On le rencontre dans une grande variété d'habitats, comme les bois sur les rivages composés de Gommiers des rivières, d'Eucalyptus populnea et de Gommiers noirs avec des sous-bois de Lignum ou d'Atriplex, les bois de mallees, notamment s'ils contiennent des fourrés de Melaleuca uncinata ou d'Eremophila, les bois de Callitris poussant sur les dunes de sable, et les broussailles des zones semi-arides dominées par les acacias comme Acacia shirleyi. Sur la côte, le Méliphage lancéolé est visible dans les forêts de Melaleuca et de Casuarina et dans les coins de verdure des zones urbanisées, comprenant des arbres exotiques ou indigènes comme les parcs à caravanes, les réserves, les jardins, les fermes et les vergers.
Sa grande aire de répartition et ses effectifs stables font que le Méliphage lancéolé ne semble pas menacé ; il est considéré comme de « préoccupation mineure » par l'Union internationale pour la conservation de la nature.

## Taxinomie et systématique
Le Méliphage lancéolé a été décrit pour la première fois par l'ornithologue anglais John Gould, dans son ouvrage A Synopsis of the Birds of Australia and the Adjacent Islands publié en 1838. C'est un membre de la famille des Meliphagidae, et le seul membre de son genre, Plectorhyncha. Des études moléculaires ont montré que ce genre est proche d'un autre genre monotypique, Grantiella, bien que ces deux oiseaux se ressemblent peu. Le Méliphage peint (Grantiella picta) et le Méliphage lancéolé font partie d'un sous-clade qui comprend aussi les genres Philemon et Xanthotis.
Le nom générique Plectorhyncha dérive d'une combinaison entre les termes grecs plecto signifiant « pointe de lance » et rhynchus signifiant « bec ». Le nom spécifique lanceolata vient du latin et signifie « en forme de lance », en référence aux longues plumes pointues de la gorge et de la poitrine.
Des analyses moléculaires ont montré que les méliphages étaient apparentés aux Pardalotidae, aux Acanthizidae et aux Maluridae, au sein d'une vaste super-famille des Meliphagoidea.